# Севастопол (линеен кораб, 1911)
Севастопол (на руски: Севастополь) е руски линеен кораб. Главен кораб (по датата на спускането на вода) на четири еднотипни по обща компоновка (корабите за Черноморския флот в мидъла са малко по-пълни от корабите за Балтийския флот) кораба дредноути от балтийската серия – типа „Севастопол“, заложени през юни 1909 г. (освен него – „Полтава“, „Петропавловск“ и „Гангут“).

## История на строителството и службата

### Строителство
Заложен е в Балтийския завод на 3 юни 1909 г. едновременно с еднотипния линкор „Петропавловск“, спуснат е на вода на 16 юни 1911 г., влиза в строй в края на декември 1914 г.

### Първа световна война
По време на Първата световна война влиза в състава на 1-ва бригада линейни кораби. Базира се в Хелсингфорс. През пролетта и в началото на лятото на 1915 г. „Севастопол“, „Петропавловск“, „Гангут“ и „Полтава“ няколко пъти излизат в морето, за провеждането, в района на Централната позиция, на артилерийски стрелби и маневри. През август 1915 г. прикрива поставянията на минни заграждения в Ирбенския пролив.

### Гражданска война
Според условията на Бресткия мир Балтийския флот трябва да напусне своите бази във Финляндия. На 12 март 1918 г. „Севастопол“ напуска Хелсингфорс в състава на първия отряд кораби и преминава в Кронщат. По време на гражданската война участва в отбраната на Петроград.
На 20 октомври 1919 г., през деня, линкорът „Севастопол“, намиращ се при Гутуевския остров (в околностите на Петроград), по заповед на Началника на Морските сили произвежда шест 3 оръдейни залпа с пауза от пет минути по Красноселското възвишение. Коректировката на стрелбата се прави от покрива на Исаакиевския събор. През нощта на 21 октомври, по искане на сухопътното командване стрелбата е повторена. Сутринта войските на РККА преминават в решително настъпление.

### Кронщатско въстание
През март на 1921 г. екипажът на линкора поддържа Кронщатското въстание. Оръдията на линкора водят огън по оставащите верни на съветската власт форт „Красная Горка“, по градовете Ораниенбаум и Сестрорецк, по разположените на северния бряг на Финския залив железопътни станции Лисий Нос, Горская, Тарховка. Всичко са изстреляни 375 305-мм и 875 120-мм снаряда. След потушаването на въстанието екипажът е почти напълно заменен а самия кораб е преименуван на „Парижскуя коммуна“.

### Междувоенен период
През 1925 г. линкорът взема участие в похода на ескадра кораби под флага на М. В. Фрунзе към Килския залив.
През 1929 г., под командването на К. И. Самойлов, извършва преход към Черно море и влиза в състава на Черноморския флот, където след Октомврийската революция и Гражданската война няма останал нито един линкор. Линкорът „Парижская коммуна“ става флагмански кораб на Черноморския флот.
В периода 1930 – 1938 г. преминава основен ремонт и модернизация в базата на Севастополския морски завод. 25 стари парни котела са заменени с 12 нови работещи на мазут, поставени са нови системи за свръзка и управление на стрелбата, изменена е носовата част за намаляване на заливането по време на пълен ход, поставени са 6 зенитни оръдия на носовата и кърмовата оръдейни кули, направени са противоторпедни були, премахнати са подводните торпедни апарати, увеличена е дебелината на покривите на кулите до 152 мм, увеличена е дебелината на бронята на средната палуба до 75 мм, оръдията на главния калибър (ГК) получават по-мощни двигатели за вертикалното насочване, увеличена е височината на амбразурите на кулите, съответно нараства и ъгъла на вертикално насочване на оръдията и далечината на тяхната стрелба. Линкорът получава нови кърмова и носова надстройки с далекомерни постове и зенитно въоръжение, което налага, поради увеличаването на размерите на надстройките, да се премести гротмачтата напред и да се придаде на предния комин скосяване назад. На покрива на третата кула е монтиран катапулт на Heinkel за пускане на хидросамолет-разузнавач (който е демонтиран през 1933 г. и е поставен на крайцера „Красный Кавказ“), а тогава на усилената гротмачта е поставен кран за качването на самолета на борда.

### Велика Отечествена война
По време на Великата Отечествена война линкорът участва в отбраната на Севастопол и Керченския пролив. На 1 ноември 1941 г., през нощта, начело на отряд бойни кораби отплава за Поти поради заплахата от удари на авиацията на противника от превзетите летища на Крим. На 8 ноември 1941 г. линкорът за първи път взема участие в бойните действия под Севастопол. След месец линкорът отново доближава Севастопол и открива огън по бойните редици на врага. Този път са унищожени 13 танка, 8 оръдия, 4 влекача, 37 автомобила с военни товари и до половин батальон пехота.
На 5 януари 1942 г. линкорът „Парижская коммуна“ отплава от Новоросийск и в охраната на есминеца „Бойкий“ се насочва към кримското крайбрежие за огнева поддръжка на десантиралата там 44-та армия. За 27 минути са изстреляни 168 снаряда на главния калибър.
На 16 януари 1942 г., начело на отряда кораби за артилерийска поддръжка, участва в стоварването на морски десант в Судака.
През втората половина на март 1942 г., влизайки в Керченския пролив, в охраната на лидера „Ташкент“, есминците „Железняков“ и „Бойкий“, линкорът, в нощта на 21 и 22 март, провежда два огневи налета, изстрелвайки срещу укрепленията на противника на Керченския полуостров над 300 снаряда на главния калибър. След стрелбата корабните артилеристи забелязват оцветяване по нарезите в каналите на стволовете на оръдията на главния калибър, което свидетелства за пределното им износване. За това, със завръщането му в Поти, линкорът влиза за ремонт.
След ремонта корабът не напуска Поти. Само веднъж, на 12 септември 1942 г. е преведен в Батуми, но след началото на успешното настъпление под Сталинград, на 25 ноември, е върнат обратно в Поти.
На 31 май 1943 г. на линкора е върнато първоначалното му наименование „Севастопол“.
На 5 декември 1944 г. линкорът „Севастопол“, под флага на командващия Черноморския флот – адмирал Ф. С. Октябрьский, следвайки в килватерна колона, втори (след крайцера „Красный Крым“, плаващ начело на ескадрата), влиза на рейда на освободения Севастопол.
В периода на бойните действия на Черно море линкорът извършва 15 бойни похода, изминава в сложните бойни условия около 8 хиляди мили (7700 морски мили); неговите оръдия на главния калибър провеждат 10 стрелби (над 3 хиляди изстрела) по позициите на противника под Севастопол и на Керченския полуостров; неговата зенитна артилерия участва в отразяването на 21 атаки на авиацията на противника, сваляйки 3 самолета.

### Следвоенна служба
На 8 юли 1945 г. линейният кораб „Севастопол“, за успешното изпълнение на бойните задачи в годините на Великата Отечествена война, е награден с ордена Червено знаме.
На 24 юли 1954 г. е прекласифициран на учебен кораб.
През 1956 г. е изключен от състава на ВМФ на СССР и е предаден на ОФИ.
В периода 1956 – 1957 г. е разкомплектован за скрап в Севастополската база на „Главвторчермета“.

## Командири на кораба
- Бестужев-Рюмин, Анатолий Иванович[3] (1911 – 1915)
- Иванов, Леонид Леонтиевич (1915 – 1916)
- Владиславлев, Пьотр Петрович (1916 – 1917)
- Вилкен, Павел Викторович (1917 – 1918)
- Ставицкий, Сергей Петрович (1918; 1919 – 1920)
- Вонлярлярский, Константин Владимирович (1919)
- Белецкий, Яков Иванович (1921)
- Карпинский, Борис Андреевич (1921)
- Бологов, Николай Александрович (1921)
- Благодарев, Сергей Александрович (1922 – 1924)
- Самойлов, Константин Иванович (1924 – 1930)
- Кадацкий-Руднев, Иван Никитич (1930)
- Летавет, Александр Иванович (1930 – 1932)
- Салмин, Евгений Иванович (1932 – 1933)
- Пуга, Антон Яковлевич (1934 – 1937)
- Челпанов, Фьодор Иванович (1937)
- Леер Александр Фёдорович (1937 – 1938)
- Челпанов, Фьодор Иванович (1938 – 1939)
- Кравченко, Фьодор Иванович (1939 – 1942)
- Зиновиев, Юрий Константинович (1942 – 1944)
- Романов, Михаил Фьодорович (1944 – 1947)
- Беляев, Борис Павлович (1947 – 1949)
- Уваров, Пьотр Васильевич (1949 – 1951)
- Лобов, Семьон Михайлович (1951 – 1953)
- Коровкин, Василий Александрович (1953 – 1957)

## В литературата
В романа на А. Азолский „Затяжной выстрел“ (на български: „Забавен изстрел“), действието на който се развива през 1953 г., главният герой служи на линкора „Севастопол“. Името не се казва пряко, но лесно може да се определи по следната фраза: „Този метален остров, с дължина 186 метра и водоизместимост 30 хиляди тона, е заложен през юни 1909 г., спуснат е на вода през юни 1911 г., сменя своето име, връща се към това, с което е кръстен, живее, диша, стреля, напада и бяга, гори в себе си нафта, мазут, барут, прекарва през себе си вода, въздух, със своите механизми и добре смазана работа ядящ хора, управлявайки и осакатявайки техните съдби“.

## В киното
Участва във филма „Моряци“ (режисьор В. Браун, Одеска киностудия, 1939 г.).
Участва във филма „В мирни дни“ (режисьор В. Браун, Киностудия Александр Довженко, 1950 г.